# Nycticeinops schlieffeni
Nycticeinops schlieffeni es una especie de murciélago de la familia Vespertilionidae. Es la única especie del género  Nycticeinops en el pasado se incluyó en Nycticeius, sin embargo, fue elevado a género distinto por Hill y Harrison (1987) y Hoofer y Van Den Bussche (2001).

## Distribución geográfica
Se encuentra en Sudáfrica, Angola, Arabia Saudita, Benín, Botsuana, Burkina Faso Camerún República Centroafricana Chad Yibuti, Egipto Eritrea Etiopía Ghana Yemen Malaui Malí Mauritania Mozambique Namibia Nigeria, Nigeria, Kenia, República Democrática del Congo Senegal Somalia, Sudán Suazilandia Tanzania Togo Zambia y Zimbabue.